# كلوديا شيفر
كلوديا شيفر (بالألمانية: Claudia Schiffer)‏ هي عارضة أزياء وممثلة ألمانية (من مواليد 25 أغسطس 1970 في شمال الراين-وستفاليا، ألمانيا الغربية). بدأت مسيرتها الفنية عام 1993.

## حياتها
ولدت كلوديا شيفر في 25 أغسطس 1970، ببلدة (راينبرغ) الألمانية، وهي تقع على بعد 15 كيلومتر شمال شرق مدينة دويسبورغ، والد كلوديا هو شيفر جودرون محام، لديها شقيقان وأخت واحدة.

تجيد كلوديا بالإضافة إلى لغتها الام الألمانية، اللغتين الإنجليزية والفرنسية، وكانت تريد ان تصبح محامية كوالدها، الا انها تراجعت في عمر ال17 سنة، عن هذا الحلم، بعدما تم اكتشافها في ملهى ليلي بمدينة دوسلدورف.

حيث وقعت، عام 1987 عقودا للعمل في مجال عرض الأزياء، وفي نفس العام ظهرت في (مجلة إل)، وبعد ذلك أصبحت وجه من وجوه بيت الأزياء الباريسي، وعملت أيضا في شانيل إس أيه المتخصص في تصميم الأزياء الراقية والملابس الجاهزة والحقائب والعطور ومستحضرات التجميل وغيرها من المنتجات، وعملت لحساب إيف سان لوران ورالف لورين.

السنوات الذهبية لكلوديا، حيث ذروة شعبيتها، بدأت مع مطلع عقد التسعينيات من القرن الماضي، حيث كانت فتاة غلاف لاكثر من 500 مجلة مختلفة، من بينها غلاف مجلة التايم. كما دخلت قائمة مجلة رولينغ ستون لاجمل عشرة نساء في العالم.

بالإضافة إلى مجال العرض، فكلوديا ممثلة أيضا، وكان أول ظهور لها في السينما في فيلم الأطفال: Richie Rich، في عام 1994.

كلوديا متزوجة، ولها ولدان وبنت. وتقدر ثروتها المالية ب55 مليون دولار.

## الأعمال

### أفلام
- الحب الحقيقي (فيلم) (الدور: كارول)

## وصلات خارجية
- كلوديا شيفر على موقع IMDb (الإنجليزية)
- كلوديا شيفر على موقع ميتاكريتيك (الإنجليزية)
- كلوديا شيفر على موقع روتن توميتوز (الإنجليزية)
- كلوديا شيفر على موقع مونزينجر (الألمانية)
- كلوديا شيفر على موقع قاعدة بيانات الأفلام العربية
- كلوديا شيفر على موقع ألو سيني (الفرنسية)
- كلوديا شيفر على موقع ميوزك برينز (الإنجليزية)
- كلوديا شيفر على موقع أول موفي (الإنجليزية)
- كلوديا شيفر على موقع قاعدة بيانات الأفلام السويدية (السويدية)
- كلوديا شيفر على موقع إن إن دي بي (الإنجليزية)

- الموقع الإلكتروني
- حوار مجلة لها مع كلوديا شيفر